# 犬島諸島
犬島諸島（いぬじましょとう）は、瀬戸内海の東部、備讃瀬戸地域に位置する諸島である。岡山県の岡山水道や児島半島、香川県の小豆島や豊島に囲まれており、瀬戸内海国立公園に指定されている。岡山市宝伝（本州）の沖合い3km前後に、比較的まとまって位置しており、また最大の犬島で0.54km2と、小さな島々である。諸島全域が岡山県岡山市東区に属する。これらの島々はしばしば犬島本島の属島とみなされる。諸島全域が花崗岩で構成されており、過去は採石が盛んだった。

## 主な島

### 犬ノ島（いぬのしま）
本島北西にある周囲650mあまりの無人島である。犬島本島とは非常に近い位置にあり、最も近いところでは釜の瀬戸を隔てて数十mほどしか離れていない。面積0.09km2、標高31m。曽田香料の子会社、岡山化学工業の運営するプロパンガス付臭剤の工場がある。昼間の用務客は対岸の犬島からブザーで渡船を呼ぶことになっている。島の頂上付近に犬型の巨石を祀っている犬石宮があり、普段は関係者以外立入禁止であるが、5月3日の犬石宮の祭りの時にだけは上陸できる。かつては、この頂上付近以外の島の大部分が採石の対象となり、大阪港築港に使用された。

### 沖鼓島（おきつづみじま）
本島の東約100mにある周囲770mあまりの無人島。面積0.07km2、標高25m。かつては犬島本島の一部であり、石切りによって犬島本島と分離したという伝説がある。かつては犬島精錬所の社宅が建てられており、島からは犬島精練所の跡を臨むことが出来る。

### 地竹ノ子島（じたけのこじま）
本島西にある無人島で、砂州で繋がった南北大小の島からなる。面積0.0101km2で、北側の島が標高12m、南側の島が標高14m。岡山県最古級の遺跡である犬島貝塚をはじめ、地竹ノ子島遺跡など複数の遺跡がある。貝塚では、ヤマトシジミを主とする貝殻が40cmほど堆積しており、諸島周辺が汽水域であったと考えられている。また、瀬戸内海で発見された早期貝塚の中でも屈指の規模であると考えられている。この他にも青銅製の仿製鏡も発見されている。この他にも幕末の無縁墓が建っている。

### 沖竹ノ子島（おきたけのこじま）
地竹ノ子島の南約200mにある無人島である。かつては地竹ノ子島と地続きであったが採石のため分断されたとされ、現在でも地竹ノ子島とは海面下の砂州で繋がっている。面積0.0110km2、標高17m。沖竹ノ子島遺跡が位置する。2003年(平成15年)には競売にかけられ、裁判所の付けた50万円の価格に対し2100万円の値で落札されたが当該の落札者は辞退した。

### 白石（しらいし）
沖鼓島の白石島、あるいは白石礁ともある。1964年(昭和39年)に犬島白石灯標が設置された。

犬島諸島の地図